# Grafschaft Ribagorza
Die Grafschaft Ribagorza (spanisch) bzw. Ribagorça (katalanisch) war eine der Grafschaften in dem Bereich, der von karolingischen Chronisten der ersten Hälfte des 9. Jahrhunderts als Spanische Mark Karls des Großen bezeichnet wurde. Die Grafschaft umfasste die Täler der Flüsse Ésera, Isábena und einen Großteil des Beckens des Flusses Noguera Ribagorzana. Die Grafschaft umfasste während der Hauptzeit ihres Bestehens die Gebiete der heutigen Comarcas Ribagorza in Aragonien und Alta Ribagorça in Katalonien.

## Ursprünge der Grafschaft
Im Rahmen der Eroberung des von den Arabern auf der iberischen Halbinsel gehaltenen Südrandes der Pyrenäen unter Karl dem Großen, besetzte Wilhelm von Aquitanien den Pallars und die Ribagorza und gliederte sie als pagi seiner Grafschaft Toulouse ein. 833 bemächtigte sich Aznar I. Galíndez, Graf von Urgell und der Cerdanya dieser pagi, die so der toulouser Herrschaft entzogen waren. Aznar Galíndez verlor 834 die Grafschaften Urgel und Cerdanya, die von Ludwig dem Frommen an Sunifred I. von Barcelona verliehen wurden. Im Pallars und in der Ribagorza konnte er sich bis 844 halten, als er von Fredelon von Toulouse vertrieben wurde.
872 geriet die Grafschaft Toulouse nach der Ermordung des Grafen Bernhard II. durch Anhänger von Bernard Plantevelue in eine Krise. Bernard Plantevelue wurde anschließend von Karl dem Kahlen als Graf anerkannt. Ein lokaler Herr, Raimund, nutzte die Krise, um die Gebiete südlich der Pyrenäen, Pallars und Ribagorza, von Toulouse zu lösen und eine eigene Grafendynastie zu begründen. Er regierte als Raimund I. von Pallars und Ribagorza von 872 bis 920. Er war Sohn des Grafen Lope de Bigorre und Urenkel von Lope Centulo, der 818 zum Herzog der Basken ernannt worden war, die hauptsächlich in den inneren Pyrenäen lebten. Um die Unabhängigkeit seiner Herrschaft zu sichern, bemühte sich Raimund I., ein Bistum im Pallars einzurichten, was er durch Intrigen des Geistlichen Esclua erreichte. Er bemühte sich ferner Verbündete gegen die Grafen von Toulouse zu finden, die ihr ehemaliges Territorium zurückgewinnen wollten, und näherte sich daher dem Königreich Navarra, indem er dort 905 einen Thronsturz unterstützte, der zur Herrschaft seines Neffen Sancho I. Garcés führte. In Saragossa verstärkte er die Beziehungen zu den regierenden Haus Banu Qasi. Allerdings änderte 904 der Banu Qasi Lope ibn Muhamad die Verständigungspolitik seines Vaters und unternahm einen Angriff auf Ribagorza und Pallers. 907 eroberten die Banu Qasi unter Führung von al-Tawil von Huesca Roda de Isábena und Montpedrós in der Ribagorza. Raimund gab daher die Verständigungspolitik auf.
Nach seinem Tod im Jahre 920 wurde seine Herrschaft unter seinen Söhnen geteilt. Miró und Bernard Unifred regierten die Ribagorza, während Isarn und Llop gemeinsam die Grafschaft Pallars regierten.

## Die erste Dynastie der Ribagorza
Bernhard Unifred, der mit Tota, einer Tochter von Galindo II. Aznárez, verheiratet war, konnte die von den Arabern 907 eroberten Gebiete zurückerobern. Da Miró ohne Kinder verstarb, wurde Raimund II., Sohn von Bernard Unifred und Tota, der Alleinerbe der Grafschaft. Nach dem Tod Raimunds II. (970) folgten ihm seine Söhne Unifred (970–979), Arnau (979–990) und Isarn (990–1003) nach. Nach dem Tod Isarns regierte seine Schwester Tota, die mit Suñer von Pallars verheiratet war, die Grafschaft. Nachdem sie 1011 Witwe geworden war, machte sie ihren Neffen Guillermo (Wilhelm), einen unehelichen Sohn von Isarn, zum Mitregenten. Diesem gelang mit der Hilfe seines Cousins Sancho Garcés, Graf von Kastilien, die weiteren Angriffe der muslimischen Herrscher abzuwehren. Nach dem Tod Guillermos im Jahr 1017 wurde die Ribagorza an das Königreich Navarra angeschlossen, das auch die ehemalige Grafschaft Aragón umfasste.

## Herrschaft Sanchos III. von Navarra
Im Zuge einer Auseinandersetzung mit der lokalen Führungsschicht im Val d’Aran, die gegen seine Herrschaft waren, starb Graf Guillermo im Jahr 1017, ohne Nachfahren oder einen designierten Nachfolger zu hinterlassen. Dies verursachte eine Krise, die die muslimischen Herrscher von Saragossa nutzten, um den Süden und das Zentrum der Grafschaft anzugreifen. Sie eroberten Roda und Santa Liestra.
1018 besetzte der König Sancho III. von Navarra, der mit Mayor, Gräfin von Kastilien verheiratet war, einer Urenkelin Raimunds II., aus eigenem Antrieb oder durch lokale Adlige gerufen das Zentrum der Ribagorza. Von diesem Teil aus, der das Gebiet nördlich der Burg von Llaguarres und die mittleren Becken von Ésera und Isábena umfasste, führte er Krieg gegen die muslimischen Herrscher. Gleichzeitig erwarb Graf Raimund III. von Pallars Jussà den nördlichen Teil der Ribagorza, also das Vall de Sos und die Oberläufe von Ésera und Isábena im Norden von Ballabriga und Turbó sowie das gesamte Becken des Flusses Noguera Ribagorzana. Raimund IV. von Pallars Jussà war seinerseits mit Major, einer Enkelin Raimunds II. von Ribagorza verheiratet. 
1020 verstieß Raimund IV. von Pallars Jussà seine Frau, die in den Norden der Ribagorza floh. Raimund versuchte, sie von dort zu vertreiben, um ihr die Herrschaft zu nehmen. Sie wurde schließlich nach einem Aufstand im Jahre 1025 der Grafschaft enthoben, die an Sancho III. von Navarra fiel. Major zog sich nach Kastilien zurück, wo sie Äbtissin des Klosters San Miguel de Pedroso wurde. Die Ribagorza wurde nun bis auf den Bereich des Flusses Noguera Ribagorzana, den Raimund III. von Pallars Jussà hielt, von Sancho III. beherrscht.

## Unter Herrschaft Aragoniens
Sancho III. von Navarra, der 1035 starb, vererbte seine Herrschaft an seine Söhne. Ferdinand erhielt Kastilien, García Navarra, Gonzalo die Ribagorza und Ramiro I. Aragonien. Jeder von ihnen erhielt den Königstitel und errichtete in seinem Herrschaftsgebiet ein jeweils eigenständiges Königreich.
Gonzalo I. starb 1043. Seine Herrschaftsgebiete, der Sobrarbe und die Ribagorza, wurden daraufhin dem Reich Ramiros I. eingegliedert, das bis dahin nur die alte Grafschaft Aragón, also die Jacetania, umfasst hatte.
Nach der Annexion Navarras durch Aragonien unter Sancho I. Ramírez im Jahr 1076 und infolge der Krise im Taifa-Königreich von Saragossa nach dem Tod von König Al-Muqtadir (1081) begann die aragonesische Expansion. Peter I., Sohn von Sancho I. Ramírez, eroberte noch zu Lebzeiten seines Vaters Estada (1087) und Monzón (1089), sowie nach dessen Tod selbst als König (1096–1104) Huesca (1096) und Barbastro (1100). Alfons I. (1104–1134), Peters Bruder und Nachfolger, setzte die Expansion mit der Eroberung von Saragossa (1118), Tudela und Tarazona fort. Er versuchte sich auch an der Einnahme von Lleida und Tortosa, scheiterte aber an der Allianz des Emirs von Lleida mit Raimund Berengar III. von Barcelona. Alfons I. starb 1134 bei der Belagerung von Fraga.
Nach Alfons Tod wurde sein Bruder Ramiro II. der Mönch (1134–1147) sein Nachfolger, da er selbst keine Nachfahren hatte. 1137 verlobte Ramiro II. seine Tochter Petronella von Aragón mit dem Grafen Raimund Berengar IV. von Barcelona. Die Ehe bildete den Ursprung der Krone Aragonien.

## Die zweite Dynastie der Ribagorza

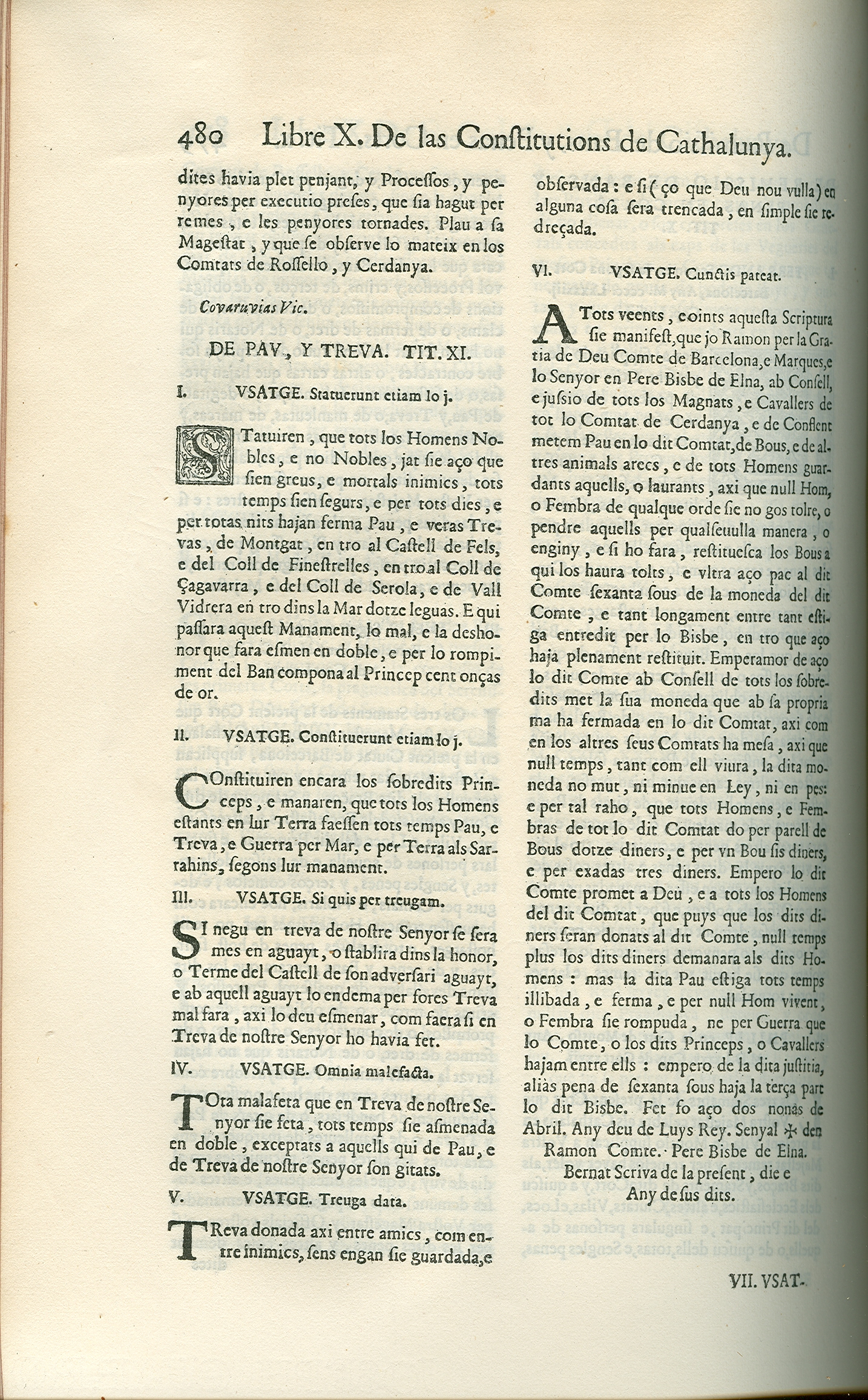
Kapitel der Usatges de Barcelona über Frieden und Waffenruhe (katalanisch)

Der Bund Aragoniens mit Katalonien brachte die Notwendigkeit territorialer Abgrenzungen mit sich, die Raimund Berengar IV. während seiner Herrschaft nicht vollends erledigte.
Im Januar 1244 legte daher Jakob I. den Fluss Cinca als Grenze zwischen Aragonien und Katalonien zwischen dem Bielsa-Tal und dem Ebro fest. Auf diese Weise gehörte ein Teil der Ribagorza fortan – trotz Protesten aus Aragonien – zu Katalonien. Im Jahr 1300 allerdings beschloss die von Jakob II. in Saragossa einberufenen Ständeversammlung Cortes de Aragón ein Kapitel, das der König ratifizierte und in dem festgelegt wurde, dass die Grafschaft Ribagorza, der Sobrarbe und die Comarca La Litera (inklusive Almacelles) zum Königreich Aragonien gehören sollten. Als Protest gegen dieses Kapitel verabschiedeten 1305 die Cortes de Cataluña in Barcelona eine gegensätzliche Resolution, die erklärte, dass das Gebiet von Salses bis zum Cinca zu Katalonien gehöre. Da Jakob II. dieses aber nicht ratifizierte, blieb die Ribagorza aragonesisch.
Möglicherweise, um der Entscheidung von 1305 abzumildern, gewährte Jakob II. 1322 die Grafschaft Ribagorza mit Ausnahme der Baronate Castro und Monclús, der Fueva sowie des Gistaín- und des Bielsatales und der Stadt Monzón seinem Sohn, dem Infanten Peter. Die neue Linie der Grafen von Ribagorza waren Vasallen des Königs, die an den Cortes de Aragón teilzunehmen hatten.
Diese zweite Dynastie der Grafen von Ribagorza bestand aus Peter IV. (1322–1381), Alfons IV. (1381–1412) und Alfons V. (1412–1425). Alfons IV. und Alfons V. waren auch Herzöge von Gandia. Da Alfons V. ohne Erben starb, kam die Grafschaft an König Alfons V. von Aragonien zurück. Dieser gewährte sie seinem Bruder Johann, der sie, als er 1458 als Johann II. selbst König wurde, seinem Sohn Ferdinand, dem späteren Ferdinand II., der Katholische. 1469 kam die Ribagorza schließlich an Alfonso de Aragón y Soto, einen legitimierten Sohn Johanns II., der auch Herzog von Villahermosa war und 1469–1485 als Alfons VI. von Ribagorza regierte.

## Regierung der Grafschaft
Die Ribagorzaner waren keine Vasallen des Grafen, sondern Lehensmänner (der Unterschied ist nur im spanischen Kontext bedeutend). In Patrimonialfragen regierten sie nach örtlichem Gewohnheitsrecht, das demjenigen der Grafschaft Pallars sehr ähnlich war, oder nach den Fueros de Aragón. Sie benutzten in der Regel die Umgangssprache des ribagorzanischen Aragonesisch, auch in Regionen, in denen heute kastilisches Spanisch gesprochen wird, und beriefen sich in öffentlichen Schreiben immer wieder auf das aragonesische Recht.
Die Grafschaft wurde vom Generalrat der Ribagorza regiert, der aus Vertretern aller Orte und Städte zusammengesetzt war und sich am Gedenktag des Hl. Vinzenz von Saragossa (22. Januar) in Benabarre traf. Als Patron der Grafschaft Ribagorza erscheint in einem Kupferstich aus dem 16. Jahrhundert der Bischof Medardus, der als Regenbringer galt. Medardus ist noch immer Patron von Benabarre.
Die Grafschaft umfasste nach einem Ende des 16. Jahrhunderts in Saragosse gedruckten Inventar der Dörfer das Gebiet von Benasque bis Monzón am Cinca und die unbewohnten Gebiete von Ráfales im Süden von Altorricón und Binéfar. Das Dokument stellt auch dar, dass der Graf der Ribagorza eigene Rechtsprechungskompetenz hatte und sie in Prozessen mit dem Justicia de Aragón behielt.
Ebenso geriet die weltliche Gerichtsbarkeit mitunter in Konflikt mit dem Bischof von Lleida, zu dessen Gebiet mehr als 100 Kirchspiele auf aragonesischem Territorium gehörten, besonders an der durch das rechte Ufer des Noguera Ribagorzana und die Dörfer Albelda, Altorricón etc. gebildeten Grenze der Grafschaft. Bis 1571 gehörte die gesamte Ribagorza zum Bistum Lleida und den freien Gerichtsbarkeiten von San Beturián und Alaón, bevor das Tal des Ésera, ein Großteil des Tals Beckens des Isábena y und die Gebiete des Beckens des Cinca nördlich von Monzón an das Bistum Barbastro kamen.

## Die Intervention Philipps II.
Während der Regierung von Graf Martin I. (1550–1578) kam es immer wieder zu Aufständen in der Grafschaft, weil viele Ribagorzaner es vorzogen, unter direkter königlicher Herrschaft zu stehen. 1554 erklärten die Anwälte des Hofes von Philipp II. das Lehen für erloschen, aber das Oberste Gericht von Aragonien verteidigte die Rechte des Grafen. Im Zuge des Aufstands von Benabarre im Jahr 1578 trat Martin I. zu Gunsten seines Sohnes Ferdinand II. ab, der 1587 einen erneuten Aufstand in Benabarre niederschlug. Die Ribagorzaner setzten den Aufstand jedoch mit Unterstützung von katalanischen Banditen und des Grafen von Chinchón fort. Letzterer war Schatzmeister des Consejo de Aragón und mit den Grafen von Villahermosa verfeindet.
Diese Aufstände führten schließlich zu offenen kriegerischen Auseinandersetzungen zwischen Anhängern des Grafen und Anhängern des Königs. Sie fanden gleichzeitig mit den Alteraciones de Aragón statt. Schließlich zwang Philipp II. 1591 Ferdinand II. zum Rücktritt gegen eine Ausgleichszahlung, woraufhin die Grafschaft an die Krone zurückfiel.

## Das Ende der Grafschaft
1633 gewährte Philipp IV. der Stadt Graus einen zweiten Justicia für die Ribagorza und trennte dessen Rechtsprechungsbereich von demjenigen Benabarres.
Die Ribagorza nahm an den aragonesischen Aufstände gegen Philipp IV. teil, bis das aragonesische Heer in Fraga endgültig besiegt wurde, die die Ribagorza, La Litera und Lleida besetzten.
Im spanischen Erbfolgekrieg von 1705 stellte sich die Ribagorza auf die Seite des Erzherzogs Karl und gegen den späteren König Philipp V. Nach seinem Sieg schaffte Philipp V. mit den Decretos de Nueva Planta nicht nur wichtige aragonesische Sonderrechte ab, sondern machte auch die Ribagorza zum Korregiment (Vogtei) Aragoniens. Dieses wurde zum Gerichtsbezirk Benabarre, als 1834 die neue Provinz Huesca eingerichtet wurde.

## Liste der Grafen der Ribagorza

### Erste Dynastie der Ribagorza
- Raimund I. (872–920)
- Bernhard Unifred (920–950/955)
- Raimund II. (950/955–970)
- Unifred (970–979)
- Arnau (979–990)
- Isarn (990–1003)
- Tota (1003–1011)
- Guillermo (Wilhelm) (1011–1017)

### Teilung der Grafschaft
| - Mundir I. (1017–1018), König des Taifa-Reiches von Saragossa/Saraqusta - Sancho III. von Navarra (1018–1035) - Gonzalo I. (1035–1043), König von Ribagorza und Sobrarbe - Ramiro I. (1043–1063), König von Aragonien - Sancho Ramírez (1063–1085), König von Aragonien - Peter I. (1085–1104), König von Aragonien - Alfons I. (1104–1134), König von Aragonien - Ramiro II. (1134–1137), König von Aragonien - Petronella (1137–1162), Königin von Aragonien - Alfons II. (1162–1196), König von Aragonien | Dieser Teil befand sich unter Herrschaft der Grafen von Pallars Jussà - Raimund III. (1017–1020), Graf von Pallars Jussà - Major von Kastilien (1020–1025), Ehefrau Raimunds III. von Pallars Jussà und Enkelin Raimunds II. der Ribagorza - Raimund III.(1025–1047), Graf von Pallars Jussà (erneut) - Raimund IV. (1047–1098), Graf von Pallars Jussà - Arnau Raimund I. (1098–1111), Graf von Pallars Jussà - Peter Raimund I. (1098–1111), Graf von Pallars Jussà - Bernhard Raimund I. (1111–1124), Graf von Pallars Jussà - Arnau Mir (1124–1174), Graf von Pallars Jussà - Raimund V. (1174–1178), Graf von Pallars Jussà - Valença (1178–1182): Gräfin von Pallars Jussà - Dolça de So (1182–1192), Gräfin von Pallars Jussà |

### Könige von Aragonien
In der Person Alfons II. wird die Grafschaft wiedervereinigt
- Alfons II. (1192–1196), König von Aragonien
- Peter II. (1196–1213), König von Aragonien
- Jakob I. (1213–1276), König von Aragonien
- Peter III. (1276–1285), König von Aragonien
- Alfons III. (1285–1291), König von Aragonien
- Jakob II. (1291–1322), König von Aragonien

### Zweite Dynastie der Ribagorza
- Peter IV. (1322–1381), Sohn Jakobs II.
- Alfons IV. (1381–1412)
- Alfons V., (1412–1425)

### Könige von Aragonien
- Johann I. (1425–1458), als Johann II. König von Aragonien
- Ferdinand II. (1458–1516), König von Aragonien

### Aragonesische Dynastie der Herzöge von Villahermosa
- Alfons VI. (1469–1485)
- Johann II. (1485–1512)
- Alfons VII. (1512–1533)
- Martin I. (1533–1565 und 1573–1581)
- Johann Alfons I. (1565–1573)
- Ferdinand II. (1581–1592)
- Franz I. (1592–1598)

Die Grafschaft fällt an Philipp II. von Spanien (Philipp I. von Aragonien).